# Griphognathus
Griphognathus is een geslacht van uitgestorven beenvissen uit de klasse van de kwastvinnigen. Deze vissen leefden in het Laat-Devoon.

## Kenmerken
Soorten uit dit geslacht waren gespecialiseerde longvissen met een verlengde haakvormige snuit en een asymmetrische staart. De bovenste staartlob was veel groter dan de onderste, wat erop kan duiden dat de vissen veel tijd op de bodem doorbrachten. De onderkaak en het verhemelte bevatten kleine, met glazuur bedekte tanden. Het gehele lichaam was bedekt met ronde schubben, die onderling overlapten.

## Vondsten
Vondsten zijn gedaan in West-Australië en Duitsland.